# Liste der denkmalgeschützten Objekte in Sankt Kathrein am Offenegg
Die Liste der denkmalgeschützten Objekte in Sankt Kathrein am Offenegg enthält die denkmalgeschützten, unbeweglichen Objekte der Gemeinde Sankt Kathrein am Offenegg im steirischen Bezirk Weiz.

## Denkmäler
| Foto |                 | Denkmal                                                                                      | Standort                                                | Beschreibung | Metadaten |
| ---- | --------------- | -------------------------------------------------------------------------------------------- | ------------------------------------------------------- | --- | --- |
| ja   | Datei hochladen | Pfarrhof HERIS-ID: 51835 Objekt-ID: 57637                                                    | Dorf 1 Standort KG: Kathrein I. Viertel                 | | BDA-Hist.: Q38047922 Status: § 2a Stand der BDA-Liste: 2025-06-30 Name: Pfarrhof GstNr.: 1/3                                                                                             |
| ja   | Datei hochladen | Kath. Pfarrkirche hl. Katharina von Alexandria und Friedhof HERIS-ID: 51834 Objekt-ID: 57636 | St.Kathrein 1. VTL. 1a Standort KG: Kathrein I. Viertel | Die ursprünglich gotische Kirche aus dem 14. Jahrhundert wurde bis 1744 umgebaut und erweitert, die Innenausstattung stammt überwiegend aus dieser Zeit. In ihr gibt es unter anderem eine barocke Holzstatue des auferstandenen Christus von Johann Baptist Fischer. | BDA-Hist.: Q38047917 Status: § 2a Stand der BDA-Liste: 2025-06-30 Name: Kath. Pfarrkirche hl. Katharina von Alexandria und Friedhof GstNr.: .1, 1/1 Pfarrkirche St. Kathrein am Offenegg |